# ألقاب تشريفية إسلامية

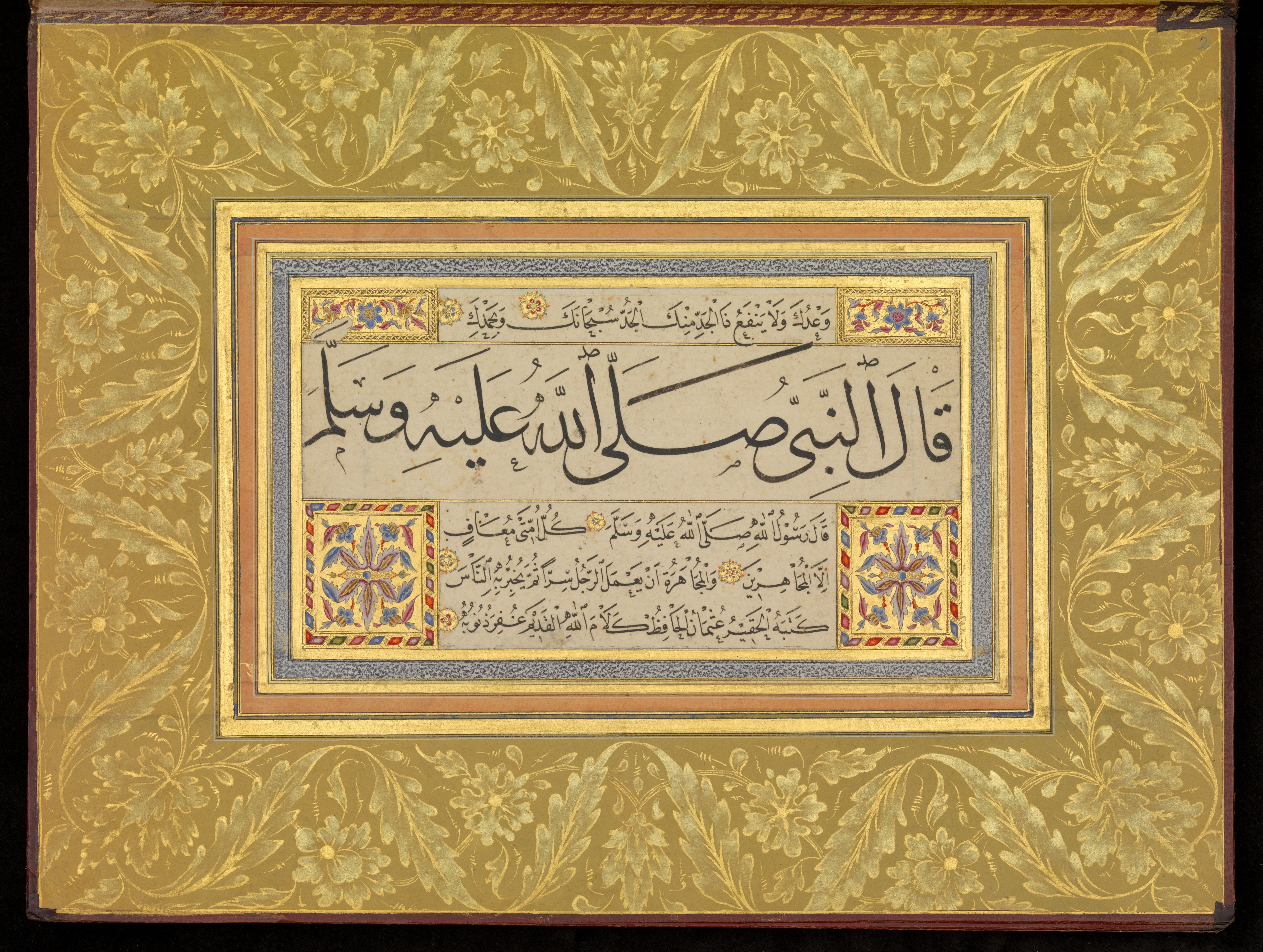
تركيبة خطية للحافظ عثمان استخدمت فيها اللاحقة الإسلامية التشريفية أي: يرحمه الله ويباركه، بعد الإشارة إلى النبي محمد.

الألقاب الإسلامية هي عبارات عربية، تكون اختصارات وألقاب تظهر في الغالب على شكل بادئات قبل أو لاحقات بعد أسماء الأشخاص الذين كانت لهم مهمة خاصة من الله في العالم الإسلامي أو قاموا بعمل مهم تجاه هذه المهام. في الكتابات الإسلامية، تأتي هذه البادئات واللواحق الشرفية قبل وبعد أسماء جميع الأنبياء والرسل (الذين يبلغ عددهم 124000 في الإسلام، وآخرهم النبي محمد)،  والأئمة (الأئمة الاثنا عشر في الإسلام الشيعي)، والمعصومين في الإسلام الشيعي والأفراد البارزين الذين تبعوهم. في العالم الإسلامي، يُعتبر إعطاء هذه البادئات واللواحق المحترمة تقليدًا.
ومن أهم البادئات الشرفية المستخدمة في العالم هي حضرة وخاصةً في العالم الإسلامي غير العربي. والإمام.
ومن بين أهم الألقاب الإسلامية التي تأتي لاحقات بعد الأسماء:
- بعد ذكر النبي محمد، وتُختصر إلى (ص):
  - صَلَّى ٱللَّٰهُ عَلَيْه وسَلّم (عند الإسلام السني)
  - صَلَّى ٱللَّٰهُ عَلَيْهِ وَ آلِه وسَلّم (عند الإسلام الشيعي).[20][21][22][23][24][25][26][27][28][29]
- بعد ذكر الأنبياء (عند الإسلام السني والشيعي) والأئمة (عند الإسلام الشيعي)، وتُختصر إلى (ع):
  - عَلَيْهِ ٱلسَّلَام.[30]
- بعد ذكر السيدة خديجة والسيدة فاطمة الزهراء والسيدة زينب (عند الإسلام الشيعي)، وتُختصر إلى (ع):
  - عَلَيْهِا ٱلسَّلَام.[31][32][33][34][35][36][37][38][39][40]
- بعد ذكر الصحابة والصالحين (عند الإسلام السني يشمل هذا كل الصحابة وزوجات النبي محمد بينما عند الإسلام الشيعي هذا يشمل الصحابة العُدُول فقط)، وتُختصر إلى (ر):
  - رَضِيَ ٱللَّٰهُ عَنْهُ أو رِضْوَان اللهُ عنه.[41][42][43]
- بعد ذكر زوجات النبي محمد (عند الإسلام السني يشمل هذا كل زوجات النبي محمد بينما عند الإسلام الشيعي هذا يشمل زوجات النبي محمد العُدُول فقط)، وتُختصر إلى (ر):
  - رَضِيَ ٱللَّٰهُ عَنْهَا.[44][45][46][47]
- بعد ذكر علي بن أبي طالب (عند الإسلام السني):
  - كَرّم اللهُ وجهه.[45]

وتُستخدم هذه التعبيرات المجيدة أيضًا للإشارة إلى عموم الملائكة بعبارة «عَلَيْهِ ٱلسَّلَام». ويُستخدم عادة، بعد ذكر لفظ الجلالة (الله): «جَلَّ جَلَالُهُ»، أو«تَعَالى ذِكْرَه».
وبالتالي يستخدم الإسلام عددًا من العبارات التقليدية التي تدعو للخير أو تمدح الشخصيات الدينية الموقرة مثل النبي محمد والصحابة، وأهل البيت، والأنبياء والرسل الآخرين، والملائكة، مع الأئمة الاثني عشرعند الشيعة.
كما يشار إلى التكريمات الإسلامية التي على هيئة «اللَّهُمَّ صَلِّ عَلَی مُحَمَّدٍ وَ آلِ مُحَمَّد» باسم الصلوات [الإنجليزية] وتستخدم لغات المسلمين الأخرى عبارات مساوية، مثلًا تُستخدم عبارة «خداوندا بر محمد و خاندانش رحمت فرست و فرجشان را نزدیک بفرما» في اللغة الفارسية وعبارة «درود» باللغة الأردية.

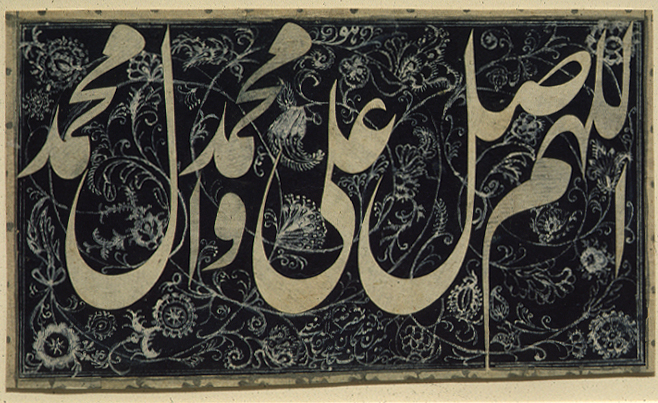
نص عربي بالخط العربي للنوع الشائع من "الصلوات": «اللهم صل علی محمد و آل محمد»، بخط شمس الدين آساف جاهي

## التنسيق
عادةً لا تُختصر الألقاب الإسلامية في اللغات التي تستخدم الأبجدية العربية (مثل العربية والفارسية والأردية) مع إمكانية هذا، وبالعكس، غالبًا ما تُختصر هذه الألقاب في لغات أخرى مثل الإنجليزية والإسبانية والفرنسية. ومن الأمثلة الشائعة لهذه الاختصارات: استبدال عبارة (سبحانه وتعالى) بـ(SWT). على الرغم من أنه من الممكن اختصار هذه الألقاب في الكتابة، إلا أنه لا يتم اختصارها أبدًا في الكلام. تختلف الاختصارات غالبًا في حالة الأحرف واستخدام النقاط.
يمكن كتابة الألقاب الشرفية، في اللغات العربية أو غير العربية، بأشكال متعددة:
1. نص عربي مع ألقاب إسلامية
  - مثال: " لقد شارك رسول الله صلى الله عليه وآله وسلم كلام الله سبحانه وتعالى كما أنزله عليه الملك جبريل عليه السلام مع صاحبه أبي بكر الصديق رَضِيَ اللَّهُ عَنْهُ "
2. نص إنجليزي مع ألفاظ شرفية إسلامية بالحروف اللاتينية
  - مثال: "شارك رسول الله ( ṣallā -llāhu ʿalayhi wa-sallam ) كلام الله (subḥānahu wa-taʿālā) كما أوحى إليه الملك جبريل (ʿalayhi as-salām) مع صاحبه أبي بكر الصديق (raḍiya 'llāhu 'anhu)."
3. نص عربي مع ألقاب إسلامية مختصرة
  - مثال: " لقد شارك رسول الله (ص) كلام الله (س) كما أنزله عليه الملك جبريل (ع) مع صاحبه أبي بكر الصديق (ر) "

1. نص إنجليزي مع ألقاب إسلامية مختصرة
  - مثال: "قام رسول الله (PBUH) بمشاركة كلام الله (SWT) كما أوحى إليه بواسطة الملاك جبريل (AS) مع رفيقه المخلص أبو بكر الصديق (RA)."

## قائمة الألقاب الشرفية

### الله
بعد ذكر الله، بما في ذلك الضمير (مثل "هو" أو "له")، أو أحد الأسماء الحسنى، يُقال أو يُكتب أحد الألقاب التالية:   
| اللفظ          | حرف واحد في اليونيكود | اختصار  |
| -------------- | --------------------- | ------- |
| سُبْحَانَهُۥ وَتَعَالَىٰ | ﷾                     | (س)     |
| تَبَارَكَ وَتَعَالَىٰ   | ﵎                     | (ت)     |
| عَزَّ وَجَلَّ         | ﷿                     | لا يوجد |
| جَلَّ جَلَالُهُ       | جل جلاله              | (ج)     |

### النبي محمد
اسم محمد، أو الإشارة إليه من خلال ضمير، أو استخدام أحد ألقابه (مثل "رسول الله") يتبعه أحد الألقاب التالية. رغم أن (صلى الله عليه وآله وسلم) هي الأكثر استعمالًا. إن استخدام كلمة (صلى) يمكن استخدامها لجميع الأنبياء (وأئمة الشيعة) على حد سواء، ومع ذلك يتم استخدامها حصريًا تقريبًا مع محمد.

صلى الله عليه وسلم

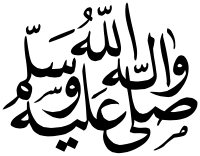
صلى الله عليه وآله وسلم

| اللفظ                     | حرف واحد في اليونيكود      | اختصار |
| ------------------------- | -------------------------- | ------ |
| صَلَّى ٱللَّٰهُ عَلَيْهِۦ وَسَلَّمَ       | صلى الله عليه وسلم U+FDFA  | (ص)    |
| صَلَّى ٱللَّٰهُ عَلَيْهِۦ وَآلِهِۦ وَسَلَّمَ | حرف عالمي افتراضي ﵌ U+FD4C | (ص)    |
| صَلَّى ٱللَّٰهُ عَلَيْهِۦ وَآلِهِ       | ﵆ U+FD46                   | (ص)    |

### أصحاب النبي محمد

رضي الله عنه

إن الألقاب التي تُطلق على أصحاب النبي محمد هي طلب رضى الله عنهم. يشمل الأصحاب (أبو بكر، عمر، علي، إلخ) مع مخصوصية (كرّم الله وجهه لعلي) لأنه لم يسجد لصنم قط. أما للنساء (مثل فاطمة بنت محمد، وعائشة بنت أبي بكر، إلخ)، فتُمنح هذا اللقب أيضًا بالتأنيث.
| اللفظ          | حرف واحد في اليونيكود                                    | اختصار |
| -------------- | -------------------------------------------------------- | ------ |
| رَضِيَ ٱللَّٰهُ عَنْهُ   | ﵁ ؓ U+0613 (اللكنة المستخدمة في البادئة أو اللاحقة للاسم) | (ر)    |
| رَضِيَ ٱللَّٰهُ عَنْهَا  | ﵁ ؓ U+0613 (اللكنة المستخدمة في البادئة أو اللاحقة للاسم) | (ر)    |
| رَضِيَ ٱللَّٰهُ عَنْهُمَا | ﵁ ؓ U+0613 (اللكنة المستخدمة في البادئة أو اللاحقة للاسم) | (ر)    |
| رَضِيَ اللَّهُ عَنْهُمْ  | ﵁ ؓ U+0613 (اللكنة المستخدمة في البادئة أو اللاحقة للاسم) | (ر)    |
| رَضِيَ اللَّهُ عَنْهُنَّ  | ﵁ ؓ U+0613 (اللكنة المستخدمة في البادئة أو اللاحقة للاسم) | (ر)    |

### الأنبياء والرسل والأئمة الشيعة

عليه السلام

بعض الألقاب تنطبق على رؤساء الملائكة (جبريل وميخائيل) (وإلخ) وكذلك أي أنبياء آخرين سبقوا النبي محمد (مثل عيسى، موسى، إبراهيم، إلخ). وقد أفتى مجموعة من العلماء المعاصرين من جامعة الإمام محمد بن سعود الإسلامية واليمن وموريتانيا بوجوب استحضار الملائكة بـ(عليه السلام)، وهو ما ينطبق أيضًا على الأنبياء والرسل من البشر. وقد استندت هذه الفتوى إلى فتوى ابن قيم الجوزية.
| اللفظ                 | حرف واحد في اليونيكود | الاختصار |
| --------------------- | --------------------- | -------- |
| عَلَيْهِ ٱلسَّلَامُ           | ﵇                     | (ع)      |
| عَلَيْهَا ٱلسَّلَامُ          | ﵍                     | (ع)      |
| عَلَيْهِمَا ٱلسَّلَامُ         | ﵉                     | (ع)      |
| عَلَيْهِمُ ٱلسَّلَامُ          | ﵈                     | (ع)      |
| عَلَيْهِنَّ ٱلسَّلَامُ          |                       | (ع)      |
| عَلَيْهِ ٱلصَّلَاةُ وَٱلسَّلَامُ   | ﵊                     | (ع)      |
| عَلَيْهَا ٱلصَّلَاةُ وَٱلسَّلَامُ  |                       | (ع)      |
| عَلَيْهِمَا ٱلصَّلَاةُ وَٱلسَّلَامُ |                       | (ع)      |
| عَلَيْهِمُ ٱلصَّلَاةُ وَٱلسَّلَامُ  |                       | (ع)      |
| عَلَيْهِنَّ ٱلسَّلَامُ          |                       | (ع)      |
| سَلَامُ ٱللَّٰهِ عَلَيْهِ        |                       | (س)      |
| سَلَامُ ٱللَّٰهِ عَلَيْهَا       |                       | (س)      |
| سَلَامُ ٱللَّٰهِ عَلَيْهِمَا      |                       | (س)      |
| سَلَامُ ٱللَّٰهِ عَلَيْهِمُ       |                       | (س)      |
| سَلَامُ ٱللَّٰهِ عَلَيْهِنَّ       |                       | (س)      |

في الإسلام الشيعي ، يشار إلى أهل البيت، بنفس الألقاب التي يتم مخاطبة الرسل بها.

### الرجال والنساء المحترمين

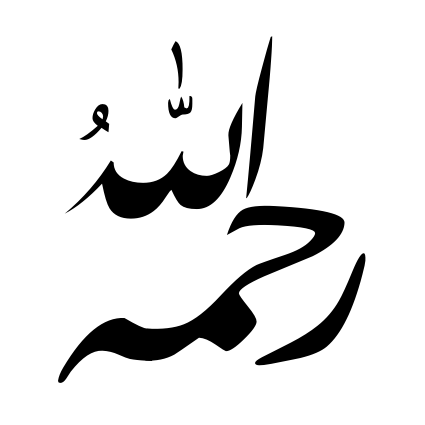
رحمه الله

تُطلق بعض الألقاب على علماء المسلمين المحترمين والأشخاص الذين يُعتقد أنهم يتمتعون بمكانة روحية عالية. فإذا مات ذلك الشخص دعا المكرمون له بالرحمة والرضوان من الله. عندما يكون هذا الشخص لا يزال على قيد الحياة، فإن المكرمين عادة ما يطلبون من الله الحفظ أو الإغاثة.
| اللفظ                  | حرف واحد في اليونيكود | الاختصار |
| ---------------------- | --------------------- | -------- |
| رَحْمَةُ ٱللَّٰهِ عَلَيْهِ         |                       | (ر)      |
| رَحِمَهُ ٱللَّٰهُ              | ﵀                     | (ر)      |
| رَحْمَةُ ٱللَّٰهِ عَلَيْهَا        |                       | (ر)      |
| رَحِمَهَا ٱللَّٰهُ             |                       | (ر)      |
| رَحْمَةُ ٱللَّٰهِ عَلَيْهِم        |                       | (ر)      |
| رَحِمَهُمُ ٱللَّٰهُ             | ﵏                     | (ر)      |
| رِضْوَانُ ٱللَّٰهِ تَعَالَىٰ عَلَيْهِ  |                       | (ر)      |
| رِضْوَانُ ٱللَّٰهِ تَعَالَىٰ عَلَيْهَا |                       | (ر)      |
| حَفِظَهُ ٱللَّٰهُ              |                       | (ح)      |
| حَفِظَهَا ٱللَّٰهُ             |                       | (ح)      |
| فَرَّجَ ٱللَّٰهُ عَنْهُ           |                       | (ف)      |
| فَرَّجَ ٱللَّٰهُ عَنْهَا          |                       | (ف)      |
| رَضِيَ ٱللَّٰهُ عَنْهُ           | ﵁                     | (ر)      |
| رَضِيَ ٱللَّٰهُ عَنْهَا          | ﵂                     | (ر)      |
| رَضِيَ ٱللَّٰهُ عَنْهُمَا         | ﵄                     | (ر)      |
| رَضِيَ اللَّهُ عَنْهُمْ          | ﵃                     | (ر)      |
| رَضِيَ اللَّهُ عَنْهُنَّ          | ﵅                     | (ر)      |

### الأعداء
على الرغم من أن العبارة التالية مهينة وغير تكريمية، إلا أنها قد تأتي بعد اسم عدو كبير للمسلمين، مثل أبي لهب، زعيم قريش في مكة الذي عارض صعود الإسلام وأدانه الله بالاسم في القرآن.
| اللفظ          | اختصار |
| -------------- | ------ |
| لَعَنَةُ ٱللَّٰهِ عَلَيْهِ | (ل)    |

## أساس الكتاب والسنة

### القرآن الكريم

الآية 33 من سورة الأحزاب

وقد جاء في سورة الأحزاب:  تكريمًا للنبي محمد:
إِنَّ ٱللّٰهَ وَمَلَـٰٓىِٕكَتَهُۥ يُصَلُّونَ عَلَى ٱلنَّبِىِّ ۚ يَـٰٓأَيُّهَا ٱلَّذِينَ ءَامَنُوا۟ صَلُّوا۟ عَلَيْهِ وَسَلِّمُوا۟ تَسْلِيمًا[القرآن 33:56]

### أحاديث من السنة
روى الترمذي عن أبي هريرة قال: قال رسول الله صلى الله عليه وسلم: «رَغِمَ أَنْفُ رجلٍ ذُكِرْتُ عندَه ؛ فلم يُصَلِّ عَلَيَّ، ورَغِمَ أنفُ رجلٍ دخل عليه رمضانُ، ثم انسلخ قبل أن يُغْفَرَ له، ورَغِمَ أنفُ رجلٍ أدرك عنده أبواه الكِبَرَ، أو أحدُهما، فلم يُدْخِلاه الجنةَ». قال الترمذي: "هذا الحديث حسن، ولكن روي مرة واحدة".
وفي صحيح مسلم وسنن أبي داود وجامع الترمذي والسنن الصغرى، ورد في أربعة من كتب الحديث الستة الكبرى أن أبا هريرة قال: قال النبي محمد: «مَنْ صَلَّى عَلَيَّ صَلَاةً صَلَّى اللَّهُ عَلَيْهِ بِهَا عَشْرًا».
روى أحمد بن حنبل في مسند أحمد عن أبي طلحة بن ثابت قال:
أتاني جبريل - عليه السلام - فقال: بشر أمتك من صلى عليك صلاة كتب الله له بها عشر حسنات، وكفر بها عنه عشر سيئات، ورفع له بها عشر درجات

روى البيهقي عن أبي هريرة أن النبي محمد قال: «إذا صليتم علي فصلوا على أنبياء الله فإن الله بعثهم كما بعثني»
وهذا ما يؤيده قول النبي محمد: «البخيل من ذكرت عنده ثم لم يصل علي». وقد ورد هذا في مسند ابن حنبل.
من صلى عليَّ صلاة واحدة صلى الله عليه عشر صلوات وحطت عنه عشر خطيئات ورُفعت له عشر درجات— جمعه النسائي، السنن الصغرى, الكتاب 13، الحديث 119

### رفض السلفية للاختصارات
وقد أوصى علماء السلفية في السعودية أتباعهم بعدم اختصار الصلوات [الإنجليزية] على النبي محمد في الكتابة. على سبيل المثال، قال عبد العزيز بن باز، مفتي عام المملكة العربية السعودية:
كما شُرِع أن يُصلّى على النبي صلى الله عليه وسلم في الصلاة عند قول التشهد، وشُرِع ذلك أيضًا عند إلقاء الخُطَب، وفي الدعاء وطلب المغفرة، وبعد الأذان، وعند دخول المسجد والخروج منه، وعند ذكره في سائر الأحوال—فمن باب أولى أن يُصلى عليه عند كتابة اسمه في كتاب أو رسالة أو مقالة ونحوها.
لذلك يُشرع كتابة الصلاة عليه صلى الله عليه وسلم كاملة، امتثالًا لأمر الله تعالى لعباده المؤمنين، وتذكيرًا للقارئ بأن يصلي عليه إذا قرأ اسمه. فلا ينبغي الاقتصار على الصيغ المختصرة كأن يُكتب (ص) أو (صلى الله عليه وسلم) بحروف مختزلة كـ (SAWS) ونحوها، مما اعتاده بعض الكتّاب، لأن ذلك مخالف لأمر الله في كتابه، حيث قال سبحانه:
صَلُّوا۟ عَلَيْهِ وَسَلِّمُوا۟ تَسْلِيمًا 
[القرآن 33:56]
وإنّ كتابة الصلاة على النبي بصيغة مختصرة لا تُحقق الغرض المقصود منها، وتخلو من فضل كتابة «صلى الله عليه وسلم» كاملة. بل إن القارئ قد لا ينتبه إليها، أو لا يفهم المقصود منها أصلًا. ويُضاف إلى ذلك أن الرمز المستخدم عوضًا عنها قد اعتبره العلماء مكروهًا، وقد حذّروا من استعماله.
[بحاجة لمصدر]

## اليونيكود
| يونيكود     | يونيكود | يونيكود        |
| ترميز UTF-8 | رمز     | اللفظ          |
| ----------- | ------- | -------------- |
| & #1553;    | ؑ        | عليه السلام    |
| & #1554;    | ؒ        | رحمة الله عليه |
| & #1555;    | ؓ        | رضي الله عنه   |

## طالع أيضًا
- الصلوات [الإنجليزية]
- الذكر في الإسلام